# Adelaide United FC
Adelaide United FC je australský fotbalový klub, pochází z města Adelaide. Nachází se v Jižní Austrálii a je zároveň jediným zástupcem v A-League z tohoto státu. Patří mezi nejúspěšnější kluby v této lize. Své domácí zápasy hraje na Hindmarsh Stadium. Klub byl založen v roce 2003, aby nahradil tým Adelaide City v bývalé National Soccer League (NLS). Adelaide United zvítězilo v základní části během zahajovací sezóně 2005–2006 A-League s náskokem 7 bodů na ostatní mužstva, soutěž dokončilo na 3. místě. Reds byli ve finále v sezóně 2006–07 a 2008–09, ale nepodařilo se jim ani jednou zvítězit.

Sezóna 2009–10 byla pro klub katastrofou, špatná forma mužstva se podepsala na tom, že tým skončil na posledním místě základní části, což bylo vůbec poprvé od založení klubu. Od roku 2012, je Adelaide jediný klub z A-League, který se kvalifikoval celkem čtyřikrát do Ligy mistrů AFC a dokázal postoupit ze skupiny třikrát, což dělá z tohoto týmu jednoho z nejúspěšnějších australských fotbalových klubů v Asii. 

Adelaide United patří rekord pro největší vítězství v A-League a také nejvíce branek v jednom zápase. Adelaide porazilo North Queensland Fury 8–1 na Hindmarsh Stadium 21. ledna 2011 před 10 829 fanoušky. Poprvé se také podařilo dvěma hráči vstřelit hattrick v jediném zápase, hattrick vstřelil hráč Marcos Flores a Sergio van Dijk.

## Historie

### Národní fotbalová liga
V srpnu 2003 Adelaide City opustilo Národní fotbalovou ligu (NSL), odcházející Adelaide nemělo ligovou účast poprvé od založení soutěže v roce 1977. Reakcí na tuto událost byl založen klub Adelaide United v září 2003, tým byl složen během pár týdnů většinou ze zbytků hráčského kádru Adelaide City. 17. října 2003 Adelaide United vyhrálo svůj první ligový zápas, proti týmu Brisbane Strikers 1-0 před více než 16 000 diváky. Po strhující sezóně zahrnující sedmi zápasovou sérii bez porážky v listopadu a prosinci 2003, Adelaide United dosáhlo úvodního finále ligy, kde prohrálo s týmem Perth Glory. NSL skončila náhle během sezóny 2003–2004, řízena Australskou fotbalovou asociací, která zrušila ligu v přípravě na start profesionální Hyundai A-League. Nová liga začala o necelých 12 měsíců později 26. srpna 2005.

### A-League
Adelaide United bylo vyhlášeno jedním z osmi klubů, které soutěžily v historicky první sezóně A-League a je společně s Perth Glory a Newcastle Jets jedinými třemi kluby, které přežily z poslední sezóny Národní fotbalové ligy (NSL). United se začalo připravovat dříve než většina ostatních klubů a v únoru 2005 oznámilo jména hráčů ze dvou třetin celkem 20členného kádru.
Klub se zaměřil na přivedení několika hráčů z Jižní Austrálie, kteří se narodili v Adelaide, například Angelo Costanzo, Travis Dodd a Lucas Pantelis, kteří dříve hráli za Adelaide City v NSL. Shengqing Qu byl přiveden v březnu 2005 z čínského klubu Shanghai Shenhua jako drahá posila (na základě rozhodnutí, dovolující každému klubu jednoho hráče, který je zaplacen nad rámec platového stropu).
Aurelio Vidmar oznámil své rozhodnutí jít do fotbalové penze dříve než A-League vůbec začala. Byl nahrazen před pátým kolem útočníkem Fernandem z Brazílie, bývalým hráčem roku ve staré NSL. Příchodem do Adelaide se sešel s bývalým trenérem Johnem Kosminou, který ho představil australským divákům u Brisbane Strikers.
Adelaide United má vztahy s americkým klubem Miami FC, který je jeho sesterský klub a odehráli spolu řadu přátelských utkání, angažovali jejich hráče Diega. Tým rovněž angažoval brazilskou legendu Romária na 5 zápasů jako hostování během listopadu/prosince 2006.

#### Sezóna 2006–07
Adelaide United postoupilo do finále po penaltovém vítězství 4-3 (1-1 prodl.) nad Newcastle Jets. Adelaide United následně hrálo 18. února 2007 ve finále proti Melbourne Victory na stadionu Telstra Dome kde prohrálo 0-6, když mužstvo odehrálo většinu zápasu pouze v 10 hráčích, poté, co byl kapitán Ross Aloisi vyloučen po druhé žluté kartě. Po finále následoval kontroverzní rozhovor, Ross Aloisi byl zbaven kapitánské pásky Adelaide United, opustil klub a poté přestoupil do mužstva Wellingtonu Phoenix.

Ve funkci kapitána byl nahrazen 22. února 2007 Angelem Costanzou. Ve stejnou dobu bylo také oznámeno, že trenér John Kosmina bude propuštěn. Hodně se o tom spekulovalo, jestli Kosmina rezignuje na svou funkci ve čtvrtek po finále. Asistent hlavního trenéra Aurelio Vidmar byl jmenován dočasným hlavním trenérem. 22. října 2007 bývalý trenér Adelaide United John Kosmina převzal roli hlavního trenéra v týmu Sydney FC.

Sezóna 2006–07 také nabídla brazilského hráče Romária, který se ke klubu připojil na pěti zápasové hostování.

#### Sezóna 2007–08
Pro tuto sezónu Adelaide posílilo o bývalého australského reprezentanta Paula Agostina, fotbalistu z Pobřeží slonoviny Jonase Salleyho a bývalého juniorského reprezentanta do 23 let Kristiana Sarkiese. Rovněž podepsali İsyana Erdogana z týmu Proston Lions. Jedním z úspěšných příběhů sezóny bylo angažování bývalého hráče z týmu Flamengo FC, Cássia, který přišel zdarma z brazilského klubu. Cássio, který přestoupil z klubu Santa Cruz FC ve kterém získal klubové ocenění ve své první sezóně. Shaun Ontong a Matthew Mullen z AIS byli také podepsáni aby doplnili defenzívu po odchodu Reese, Dommela a Gouldina.

Sezóna 2007–2008 byla pro Adelaide špatnou, spousta hráčů se během sezóny zranila. Zranění ukončila naděje na finále a zároveň se poprvé Adelaide nedostalo mezi dva nejlepší týmy v A-League.